# Мішель Жері
Міше́ль Жері́, варіант транскрипції Мішель Жьорі́ (фр. Michel Jeury, МФА: [ʒœ.ʁi]; 23 січня 1934, Разак-д'Еме — 9 січня 2015, Везон-ла-Ромен) — французький письменник. З його ім'ям пов'язують французьку наукову фантастику 70-х — 80-х років XX століття.

## Біографія
Мішель Жері народився 23 січня 1934 у Разак-д'Еме, департамент Дордонь, у селянській родині. Після війни він дізнається, що його батько і знаменитий журналіст Марсель Граншер тісно спілкувалися під час Першої Світової; і Мішель добивається зустрічі з ним. Надалі саме впливу Граншера має зобов'язувати його бажання стати письменником. Мусячи постійно допомагати батькам у господарстві, він все ж закінчує навчання і отримує ступінь бакалавра у 1952. Продовжуючи працювати на землі, він протягом 1950-х створює три романи — науково-фантастичної і загальної тематики. Два з них — «До зір долі» (Aux étoiles du destin) і «Машина влади» (La Machine du pouvoir) вийдуть друком у 1960, під псевдонімом «Альбер Ігон» (Albert Higon). Але успіху вони не матимуть (хоча «Машина влади» й отримає премію імені Жуля Верна), а рукопис третього роману буде загублено.
Жері залишає письменництво, пробує себе у кількох професіях (вчителем молодших класів, медичним представником та ін.). У 1967 він припиняє всяку трудову діяльність й оселяється у Флорансаку біля своїх батьків. Він знову починає писати й у 1972 році закінчує рукопис роману «Невизначений час» — наступного року Жерар Клайн видає його в елітній серії «Ailleurs et demain» видавництва Robert Laffont. У 1974 році роман удостоєно «Великої премії уяви» — одної з найпрестижніших французьких літературних нагород. За цим успіхом послідкувала публікація низки романів, що принесуть автору славу провідного наукового фантаста найближчих 20 років.
З 1973 року Мішель Жері знайомиться з такими досвідченими авторами, як Джон Браннер, а також з початківцями, на зразок Ролана Вагнера, надалі відзначеного Ж. Клейном за його «Паломництво Іссіжака» (Pélerinage d'Issigeac). Жері близько сходиться з Жилем Делезом, допомагає фантастам-початківцям братам Богданофф.
Одружився Жері у 1975, наступного року в нього народжується дочка. На початку 1980-х він публікує «Гриву Фонбелль» (Le Crêt de Fonbelle) — спогади про батьків, які знаменують його перехід від фантастики до письменництва на загальну тематику. У 1987, після смерті батьків, Жері певною мірою повертається у творчості до свого селянського коріння, залишає наукову фантастику ради «сільської» прози («Випускний рік» — один з них), які теж мають значний успіх. Він рідко повертається до фантастичних тем: можна згадати лише романи «Кіт з майбутнього» 1998 року, написаний у співавторстві з дочкою Дані Жері та опублікований у 2010 «Світ під назвою Мей» — за який він знову отримує «Велику премію уяви» (через 38 років після того, як він отримав її за «Невизначений час»).

## Твори
- Усміхнений диявол (Le Diable souriant) (1958)
- До зір долі (Aux étoiles du destin) (1960 — під псевдонімом Альбер Ігон, 1984 — під справжнім ім'ям)
- Машина влади (La Machine du pouvoir) (1960, під псевдонімом Альбер Ігон)
- Невизначений час (Le Temps incertain) (1973)
- Мавпи часу (Les Singes du temps) (1974) — продовження «Невизначеного часу», третя частина «Хронолітичної трилогії»
- Гаряче сонце, риба глибин (Soleil chaud, poisson des profondeurs) (1976, перевидання 2008) — приквел «Невизначеного часу», перша частина «Хронолітичної трилогії»
- Тварини правосуддя (Les Animaux de justice) (1976, під псевдонімом Альбер Ігон)
- Зелений пісковий годинник (Le Sablier vert) (1977) — роман для підлітків
- Народна імперія (L'Empire du peuple) (1977, під псевдонімом Альбер Ігон) — у співавторстві з П'єром Марльсоном
- День доріг (Le Jour des voies) (1977, під псевдонімом Альбер Ігон)
- Світ Ліньюсу (Le Monde du Lignus) (1978, 1983) — роман для підлітків
- Поні-дракон (Poney-Dragon) (1978)
- Всесвіт-тінь (L'Univers-ombre) (1979)
- Людська територія (Le Territoire humain) (1979) — премія Жозефа Роні-старшого 1980 р.
- Діти Мора (Les Enfants de Mord) (1979)
- Острови Місяця (Les Îles de la Lune) (1979)
- Сеньйор з історії (Le Seigneur de l'histoire) (1980)
- Гігантські очі (Les Yeux géants) (1980)
- Пірати мовчазності (Les Écumeurs du silence) (1980)
- Похмурий блиск (Le Sombre Éclat) (1980)
- Запрограмована Свята Іспанія (La Sainte Espagne programmée) (1981)
- Люди-процесори (Les Hommes-processeurs) (1981)
- Судна планета (La Planète du jugement) (1981)
- Ця Земля (Cette Terre) (1981)
- Грива Фонбелль. Розповіді мешканців гори Пілат Клавдії і Жозефа Жері, укладені Мішелем Жері (Le Crêt de Fonbelle. Les gens du mont Pilat, Claudia et Joseph Jeury, récit recueilli par Michel Jeury) (1981)[5]
- Орбіта та колесо (L'Orbe et la Roue) (1982)
- Політ змії (Le Vol du serpent) (1982)
- Лис-ходак (Goer-le-renard) (1981)
- Дивовижні вежі (Les Tours divines) (1983) — продовження роману «Орбіта та колесо»
- Коли Час подує (Quand le Temps soufflera) (1983)
- До Золотої доби (Vers l'âge d'or) (1983)
- Блакитний острів (L'Île bleue) (1983). Написаний разом з Жаном-Клодом Гвідічеллі (Jean-Claude Guidicelli)
- Вовчиці стоять (Les Louves debout) (1983). Детективний роман.
- Анафаза диявола (L'Anaphase du diable) (1984)
- Гра світу (Le Jeu du Monde) (1985). Премія Жулі Верланже 1986
- Останній рай (Le Dernier Paradis) (1985)
- Вижилі з раю (Les Survivants du Paradis) (1985)
- Золотий приплив (La Marée d'or) (1985)
- Єрусалимські демони (Les Démons de Jérusalem) (1985)
- Хрест і Левиця (La Croix et la Lionne) (1986)
- Всесвіт-тінь (L'Univers-ombre) (1988). Версія роману 1979 року
- З місяцем в очах (Aux yeux la lune) (1988)
- Справжній смак життя (Le Vrai Goût de la vie) (1988)
- Пахощі безумної трави (Une odeur d'herbe folle) (1988)
- Насамовиті світи (Les Mondes furieux), (1991, під псевдонімом Альбер Ігон)
- Вечір безумного вітру (Le Soir du vent fou) (1991)
- Ласка і злоба (La Grâce et le venin) (1992)
- У пташиному шинку (Au cabaret des Oiseaux) (1993)
- Джерело багатств (La Source au trésor) (1994)
- Випускний рік (L'Année du certif) (1995). Премія Шарля Ексбрайя і «Золотий Кабрі» Севеннської академії 1995 року
- Весна прийде з небес (Le Printemps viendra du ciel) (1995)
- Великі дівчата (Les Grandes Filles) (1996)
- Кіт, що прийшов з майбутнього (Le Chat venu du futur) (1998). Написано в співавторстві з дочкою — Дані Жері
- Долина Шовку (La Vallée de la Soie) (1998)
- Казки й легенди Перигору (Contes et légendes du Périgord) (1998). У співавторстві з Дані Жері й Аленом Дюфурком (Alain Dufourcq)
- Шовк і гори (La Soie et la montagne) (1999)
- Візок при ясному світлі Місяця (La Charette au clair de lune) (2000)
- Маленька історія про викладання моралі в школі (Petite histoire de l'enseignement de la morale à l'école) (2000). У співавторстві з Жаном-Даніелем Бальтасса (Jean-Daniel Baltassat)
- Випускний клас (La Classe du brevet) (2001)
- Нуну (Nounou) (2002)
- Ангеліна (Angeline) (2004)
- Маленька школа в горах (La petite école dans la montagne) (2005)
- Таємниці школи колишніх часів (Les Secrets de l'école autrefois) (2005)
- Молоде кохання (Le jeune amour) (2006)
- Щасливі мають історію (Les gens heureux ont une histoire) (2007)
- Долина глибокого часу (La Vallée du temps profond) (2007)
- Світ під назвою «Мей» (May le monde) (2010). Велика премія уявного 2011 року
- Хутір і Замок (La Métairie et le Château) (2012)
- Острови Місяця (Les Îles de la Lune) (2013). Розширена версія видання 1979 року.

Окрім того, Мішель Жері є автором оповідання «Фрактальна місія» (Mission fractale), яке увійшло до складу «Мозаїки часу» (Les Mosaïques du temps) — четвертого тома «Великої антології наукової фантастики» (La Grande Anthologie de la science-fiction), опублікованого в 1980 році.